# 北村湖春
北村 湖春（きたむら こしゅん、慶安3年（1650年） - 元禄10年1月15日（1697年2月6日））は、江戸時代前期から中期にかけての歌人・俳人、北村季吟の子。名は季順。

## 生涯
北村家は近江国野洲郡祇王村字北（現滋賀県野洲市）を本願とし、代々医者であった。湖春の父季吟は寛永元年（1624年）に祇王村で生まれ当初は医を生業としていたが、俳諧に関心を持ち、寛永19年（1642年）京の松永貞徳に弟子入りし俳諧を学んだ。
湖春は、父季吟が貞徳門下にいた慶安3年（1650年）に京都で生まれた（「日本人名大辞典」（講談社）では慶安元年（1648年）生まれとする）。三男六女の嫡子で通称を久太郎（または休太郎）と称した。長じて父季吟に師事し俳諧・詩を学び、万治2年（1659年）には早くも季吟が主宰する古今伝授饗宴の俳諧に出座し、20歳のとき父の命で句集「続山井」を編集、以後季吟俳壇の実務をとり著作刊行の補佐を行った。
寛文12年（1672年）幕府に召しだされ父季吟と共に江戸に下る。その後父と共に祇王村に戻る。父季吟が京新玉津島社の神官となる天和年間(1681年－1684年)以降、湖春は近江に留まり俳諧堂を主宰した。元禄2年（1689年）父季吟と共に再度幕府に召し出され、江戸に移住し幕府歌学方に奉仕し歌果院と号す。湖春は父季吟とは別に俸禄200俵を幕府より役料として賜る。以降、代々北村家が幕府歌学方を差配するが、湖春は元禄10年1月15日（1697年2月6日）父に先立ち死去し、上野下谷の感応寺に葬られる。蕉門内では俳諧の風潮は父季吟より優れると評された。

## 著作
- 著作

「源語忍草」源氏物語注釈書
句集「続山井」湖春撰
- 代表作（句）

あめつちの　はなしとだゆる　時雨哉
こねりをも　へらして植し　柳かな
枝長く　伐らぬ習を　椿かな
牡丹すく　人もや花見　とはさくら
棹の歌　はやうら涼し　めじか舟
名月や　見つめても居ぬ　夜一よさ
てしがなと　朝貌ははす　柳哉
行年よ　京へとならば　状ひとつ
我駒の　沓あらためん　橋の霜
はづかしや　蓮に見られて　ゐぬ心　

## 家族
父：北村季吟
弟：北村正立
弟：菊次郎（早逝）
妹（乙部氏に嫁ぐ）
妹（岸本氏に嫁ぐ）
妹（池上氏に嫁ぐ）
長女
長男：北村湖元
次女（幸田氏に嫁ぐ）
次男：勘三郎（早逝）